# 1807, Friedland
O quadro 1807, Friedland é uma das obras do artista francês Jean-Louis Ernest Meissonier. Começou a ser pintado em 1861 e foi concluído em 1875. É um óleo sobre tela de 135,9 x 242,6 centímetros.

## História
1807, Friedland retrata a vitória de Napoleão Bonaparte na Batalha de Friedland, que ocorreu em 14 de junho de 1807, na atual Pravdinsk, na Rússia, e opôs exércitos russos e franceses.
Meissonier fez uma série de estudos preparatórios para a realização dessa obra, incluindo desenhos e esculturas que serviram como modelos. 1807, Friedland ficou conhecida apenas em 1876, quando um magnata de uma loja de departamentos americana, Alexander T. Stewart comprou o quadro por 60 mil dólares.
Grande parte das pinturas de Meissonier são pequenas e voltadas para questões militares ou históricas. Sua técnica foi proveniente de um vasto estudo de artistas holandeses do século XVII. No entanto, os estudos preparatórios de armaduras e vestes da época, junto com a observação de questões naturais (como análises do movimento de cavalos) fazem com que ele se aproxime mais do século XIX. Em 1864, o artista pintou a obra A Campanha da França, de 1814, que foi o início do interesse de Meissonier por atos épicos de Napoleão Bonaparte.
1807, Friedland faz parte de um ciclo de cinco episódios da vida de Napoleão Bonaparte, de que, no entanto, o artista só completou dois: 1807, Friedland e A Campanha da França, de 1814, uma imagem de derrota (que está hoje no Musée d'Orsay, em Paris).
O juiz Henry Hilton comprou o quadro de Stewart em 1887 e doou ao Metropolitan Museum of Art, o MET, em Nova York.

## Polêmica

Independência ou Morte, de Pedro Américo (1888)

A obra 1807, Friedland se assemelha muito a uma pintura marcante para a história brasileira, o quadro Independência ou Morte, pintado por Pedro Américo em 1888. Por conta disso, muitas discussões surgiram acerca de um possível plágio por parte de Pedro Américo.
De fato, a composição das duas obras se assemelham bastante. De acordo com José Murilo de Carvalho, um historiador brasileiro que escreveu um artigo para o site do jornal Folha de S.Paulo, "a figura central, D. Pedro e Napoleão, é colocada sobre uma elevação do terreno, cercada por seus estados-maiores. Ao seu redor, em movimento circular, soldados entusiasmados saúdam com as espadas desembainhadas. [...] Sobressai em primeiro plano o movimento dos cavalos, cujo desenho exato era obsessão de Meissonier. Nos dois casos, finalmente, nenhuma ambiguidade quanto ao objetivo dos pintores: a exaltação do herói guerreiro".